# Qaḑā' al ‘Āriḑah
Qaḑā' al ‘Āriḑah är en kommun i Jordanien.   Den ligger i guvernementet Balqa, i den norra delen av landet, 30 km nordväst om huvudstaden Amman.